# WASP-18 b
WASP-18 b — экзопланета у звезды WASP-18 в созвездии Феникса. Находится на расстоянии ок. 330 св. лет от Солнца.
Орбитальный период 0,94 земных суток. Расстояние до своей звезды составляет 3,1 миллиона километров (0,02 а. е.). WASP-18 b обладает массой, равной 10-13 массам Юпитера. Из-за близости к звезде, вокруг которой обращается WASP-18 b, жизнь экзопланеты составит около 1 миллиона лет, после чего экзопланета столкнётся со звездой. Экзопланета была обнаружена профессором астрофизики Килского университета в Англии Коэлом Хеллиером (англ. Coel Hellier).
Радиус планеты немного превышает радиус Юпитера, а плотность составляет около 10 г/см³ (в 10 раз больше плотности воды).
Материнская звезда имеет спектральный класс F9 и похожа на Солнце, однако несколько горячее и ярче. Масса её равна 1,25 масс Солнца.
Примером настолько близко расположенных друг к другу небесных тел в нашей Солнечной системе могут служить Марс и его спутник Фобос. Фобос обращается на среднем расстоянии 9400 км от центра планеты, что в 40 раз меньше расстояния между Луной и Землёй, и, как ожидается, он упадёт на Марс примерно через одиннадцать миллионов лет.
Дневная температура планеты, измеренная в 2023 году, составляет 2508 °C.
Исследование, проведённое в 2012 году с использованием эффекта Росситера — Маклафлина, показало, что орбита планеты хорошо выровнена с экваториальной плоскостью звезды со смещением, равным 13±7°.
Исследование, проведённое в 2017 году, выявило наличие угарного газа в атмосфере планеты без признаков водяного пара. Однако в 2023 году космический телескоп «Джеймс Уэбб» обнаружил водяной пар в атмосфере планеты.